# Konstantin Aleksandrow (zapaśnik)
Konstantin Aleksandrow (ros. Константин Александров; ur. 10 października 1969) – kirgiski zapaśnik w stylu wolnym. Olimpijczyk z Atlanty 1996, gdzie zajął szóste miejsce w kategorii do 100 kg.
Czternasty w Mistrzostwach Świata w 1997 roku. Brązowy medal na Mistrzostwach Azji w 1996 roku.